# Winton, Stank and Hallikeld
Winton, Stank and Hallikeld – civil parish w Anglii, w North Yorkshire, w dystrykcie (unitary authority) North Yorkshire. W 2011 civil parish liczyła 280 mieszkańców.